# Пічтрі-Корнерс (Джорджія)
Пічтрі-Корнерс (англ. Peachtree Corners) — місто (англ. city) в США, в окрузі Гвіннетт штату Джорджія. 